# Altishofen
Altishofen (schweizerdeutsch Autishofe [ˈɑʊ̯tiʓˌhɔfə]) ist eine politische Gemeinde im Wahlkreis Willisau des Schweizer Kantons Luzern. Die Ortschaft ist vor allem durch das schützenswerte historische Dorfbild von nationaler Bedeutung bekannt.

## Geographie

Luftbild (1957)

Die Gemeinde Altishofen gehört zur Planungsregion Oberes Wiggertal-Lutherntal, Subregion Wauwilermoos. Sie grenzt an die Gemeinden Altbüron, Dagmersellen, Fischbach LU, Grossdietwil, Nebikon, Reiden, Schötz und Zell LU.
Das Gemeindegebiet umfasst einen Bereich im Tal der Wigger und die Berglandschaft mit dem grossen Altishoferwald westlich davon. Im Westteil des Bergwaldes liegt das Quellgebiet des Huebbachs.

## Geschichte

### Frühe Siedlungsspuren und Name
Am Nordrand des Gemeindegebiets gibt es Spuren eines römischen Gutshofs. Bei einer Kirchenrenovation sind alamannische Gräber aus dem 7. Jahrhundert zum Vorschein gekommen. Eine Kirche ist durch Nennung des Leutpriesters seit 1201 nachgewiesen.
Die frühesten geschichtlichen Informationen über den Ort sind in einer auf 1190 datierten Urkunde, worin Leutpriester Heinrich von Buochs dem Kloster Engelberg sein Gut zu Alteloshoven schenkte, und im ältesten Engelberger Urbar von 1184/90 (de Alteloshovin … de Altiloshovin) enthalten.
Der Ortsname ist zusammengesetzt aus einem althochdeutschen Personennamen und dem Grundwort hof und bedeutet «bei den Höfen des Altilo».

### Herren von Balm und Pfyffer von Altishofen
Im 13. Jahrhundert war Altishofen im Besitz der Freiherren von Balm. Als sich Rudolf von Balm 1306 auf die Teilnahme an König Albrechts Heereszug nach Böhmen vorbereitete, verschrieb er am 26. August, was er zu Altishofen besass, seiner Gattin als Leibgeding (d. h. zur Nutzniessung). Zum Unglück der Familie wurde Rudolf von Balm zum engeren Kreis der Verschwörer gezählt, welche König Albrecht im Jahr 1308 bei Windisch ermordeten. Der Besitz des geächteten Flüchtlings fiel daher an das Heilige Römische Reich zurück. 1312 kaufte der Deutsche Ritterorden, der seinen Sitz in Hitzkirch hatte, die Herrschaft Altishofen und erwarb drei Jahre später auch noch den Kirchensatz. In der ersten Hälfte des 16. Jahrhunderts befand sich der Orden im Niedergang, weshalb der Rat von Luzern zwischen 1528 und 1542 die Verwaltung der Pfarrei Altishofen durch eigene Amtsleute übernehmen musste. Der verarmte Orden sah sich im Jahre 1571 gezwungen, die Herrschaft Altishofen für 8000 Sonnenkronen an den mächtigen Kriegsunternehmer Ludwig Pfyffer zu verkaufen. Er und seine Nachkommen nannten sich fortan Pfyffer von Altishofen.

### 19. Jahrhundert

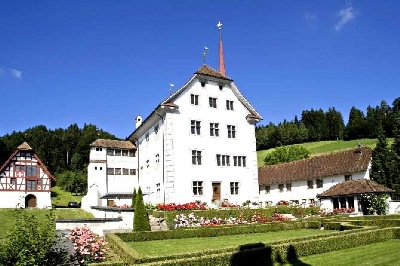
Schloss Altishofen

Bis zur Auflösung durch den Grossen Rat des Kantons Luzern im Jahr 1839 verblieb die Herrschaft als sogenanntes Majorat bei den Pfyffer von Altishofen. 1859 verkaufte Heinrich Pfyffer das Schloss an Johann Karl Kesselbach, von dem es die Gemeinde Altishofen 1862 erwarb. Bis zum Jahre 1973 nutzte sie es als Bürgerheim. Seit 1971 befindet sich die Gemeindekanzlei im Schloss. Nach der Renovation im Jahr 1986 wurde darin zudem das Regierungsstatthalteramt des Amtes Willisau untergebracht. Verschiedene Räume (Rittersaal, Barockstube, Schlosskeller) können für Anlässe gemietet werden.
Altishofen besass seit den Zeiten der Herren von Balm eine Zentrumsfunktion für die Umgebung. Zur Pfarrei Altishofen gehörten neben dem Ort selbst die Gemeinden Dagmersellen, Buchs LU, Ebersecken, Egolzwil, Wauwil, Nebikon und Schötz. Zu Beginn des 19. Jahrhunderts begann dann die Pfarrei aber nach und nach auseinanderzufallen. Ausser Nebikon und Ebersecken lösten sich alle Gemeinden von der Mutterpfarrei.
Eine wirtschaftliche Veränderung ergab sich mit dem Bahnbau in den 1850er-Jahren. Ursprünglich war eine Station in Altishofen (bei der Wiggerbrücke) vorgesehen. In der Stellungnahme zur Begründung einer eigenen Haltestelle war folgendes Gewerbe aufgeführt: eine Wollspinnerei, eine Mühle, eine Huf- und Schlosserschmiede, mehrere Krämer sowie sechs verschiedene Handwerker. Altishofen hat sich zwar sehr darum bemüht, eine eigene Station zu erhalten, ging aber trotz zähem Feilschen und Markten leer aus.
1954 wurde auf Gemeindegebiet mehrfach nach Erdöl und Erdgas gebohrt. Erdgas war in geringem Masse vorhanden. Die Ausbeutung lohnte sich aber nicht.

## Bevölkerung
Von 1850 bis 1980 blieb die Bevölkerungszahl ziemlich stabil bei rund 800 Personen; seit dem Ende des 20. Jahrhunderts stieg die Zahl auf über 2000 Einwohner.

### Herkunft – Nationalität
2022 waren von den 2006 Einwohnern 1654 Schweizer und 352 (= 17,5 %) Ausländer. Die Einwohnerschaft bestand aus 82,5 % Schweizer Staatsbürgern. 2022 stammten die ausländischen Einwohner aus Portugal (137 Personen), Deutschland (36), Kosovo (31), Italien (12), Nordmazedonien (7), Spanien, Bosnien und Herzegowina und Serbien (je 6) und der Türkei (2). 62 Personen stammten aus dem übrigen Europa und 47 Personen waren aussereuropäischer bzw. unbekannter Herkunft.

## Politik

### Gemeinderat
Der Gemeinderat Altishofen besteht aus fünf Mitgliedern und ist wie folgt aufgestellt (Stand Januar 2024):
- Urs Kaufmann (Die Mitte): Gemeindepräsident
- Delia Bühler (Die Mitte): Bildung, Sport, Kultur
- Jeannine Glanzmann (Die Mitte): Finanzen
- Esther Kipfer-Derendinger (FDP): Gesundheit und Soziales
- Stephan Meier (Die Mitte): Bau und Infrastruktur

### Kantonsratswahlen
Bei den Kantonsratswahlen 2023 des Kantons Luzern betrugen die Wähleranteile in Altishofen: Mitte (mit JMitte und Mitte60+) 40,23 %, FDP 24,81 %, SVP 20,09 %, SP 6,76 %, Grüne 4,70 % und glp 3,41 %.
Die Kantonsratswahlen 2023 führten die Entwicklungen der letzten Jahre weiter. Grosse Wahlverliererin ist die Mitte, welche eine Abnahme ihrer Parteistärke von 8,0 % verzeichnen musste. Trotzdem bleibt die Mitte die stärkste Kraft in Altishofen. Hingegen konnte die SVP um 9,0 % zulegen und ging als grosse Wahlgewinnerin hervor. Die FDP konnte um 2,3 % zulegen und stellt mit Andreas Bärtschi weiterhin einen Kantonsrat und ist zweitstärkste Kraft in Altishofen.

### Nationalratswahlen
Bei den Schweizer Parlamentswahlen 2023 betrugen die Wähleranteile in Altishofen: Mitte 36,6 %, SVP 23,7 %, FDP 23,2 %, SP 6,9 %, Grüne 3,4 %, glp 2,3 %, übrige 3,7 %.

## Verkehr
Altishofen ist über die Busverbindung Willisau–Nebikon–Dagmersellen sowie die SBB-Station Nebikon ans öffentliche Verkehrsnetz angeschlossen. Der Autobahnanschluss Dagmersellen an der A2 liegt zwei Kilometer von Altishofen entfernt.

## Sehenswürdigkeiten
Das Schloss Altishofen mit Rittersaal, Barockstube, Schlosskeller und Schlossgarten ist heute Sitz der Gemeindeverwaltung. Es wurde 1571 erbaut und bildet zusammen mit der Kornschütte von 1671 und der Kirche St. Martin von 1771 ein Ensemble.

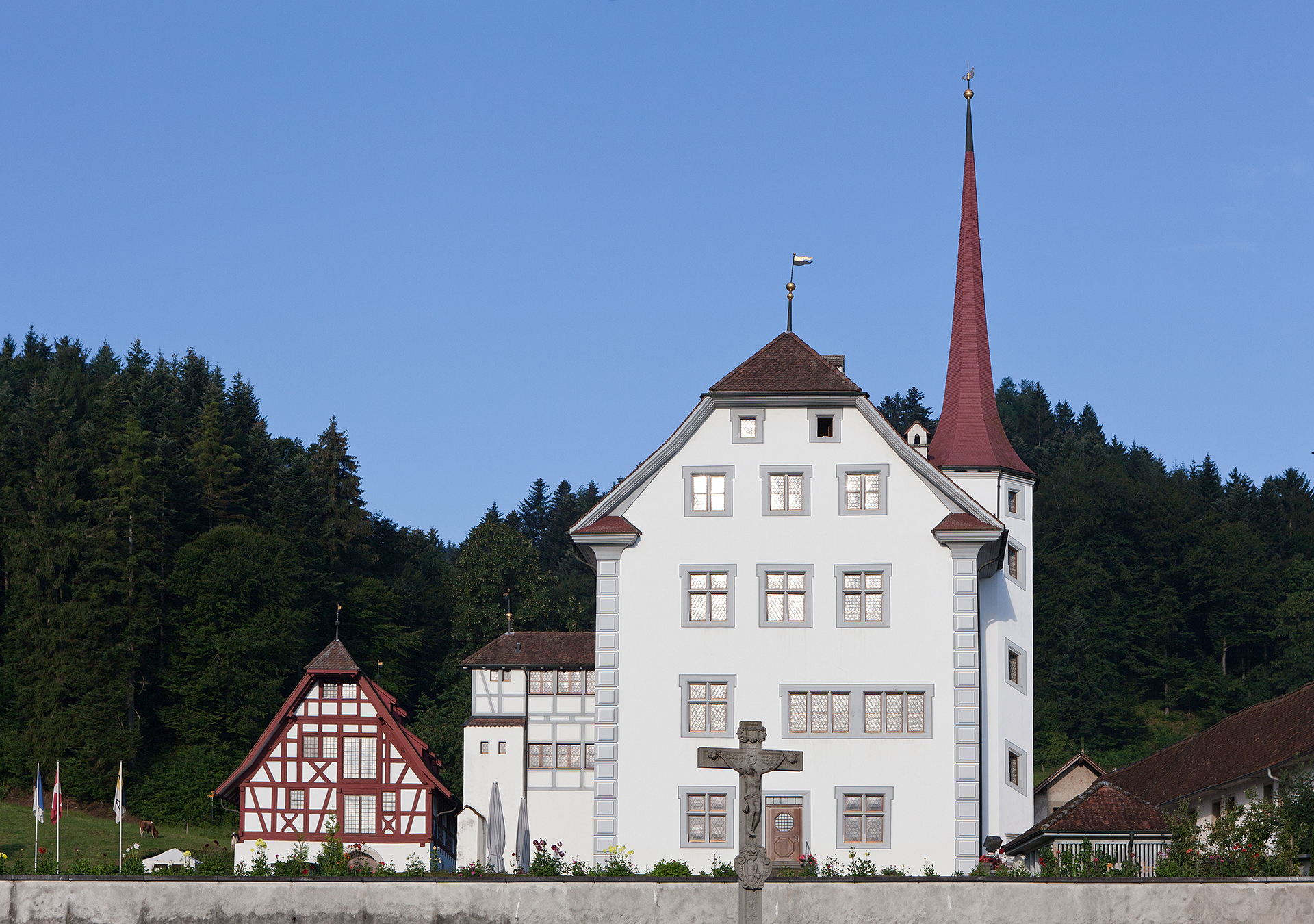
Schloss
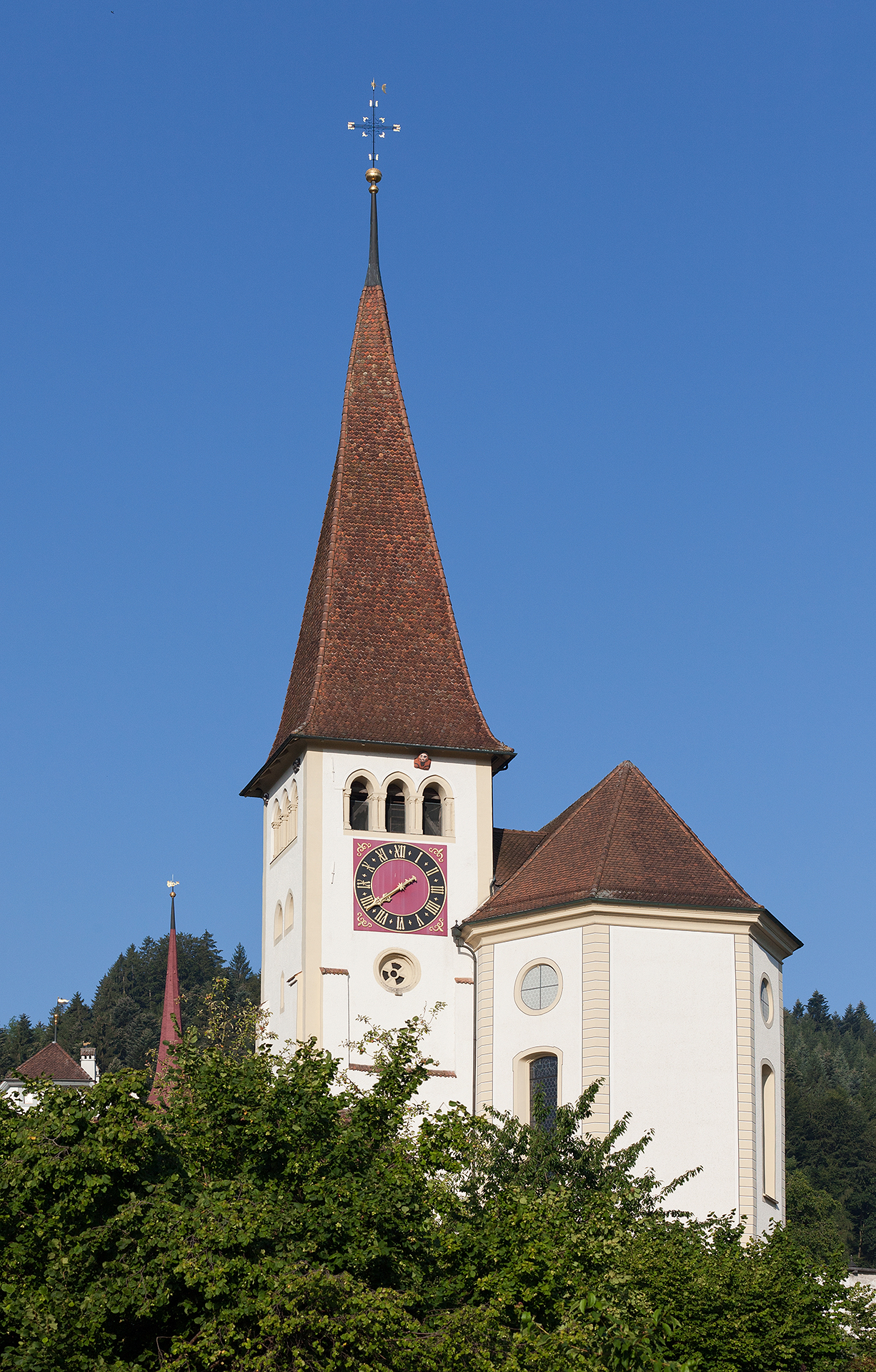
Kirche St. Martin
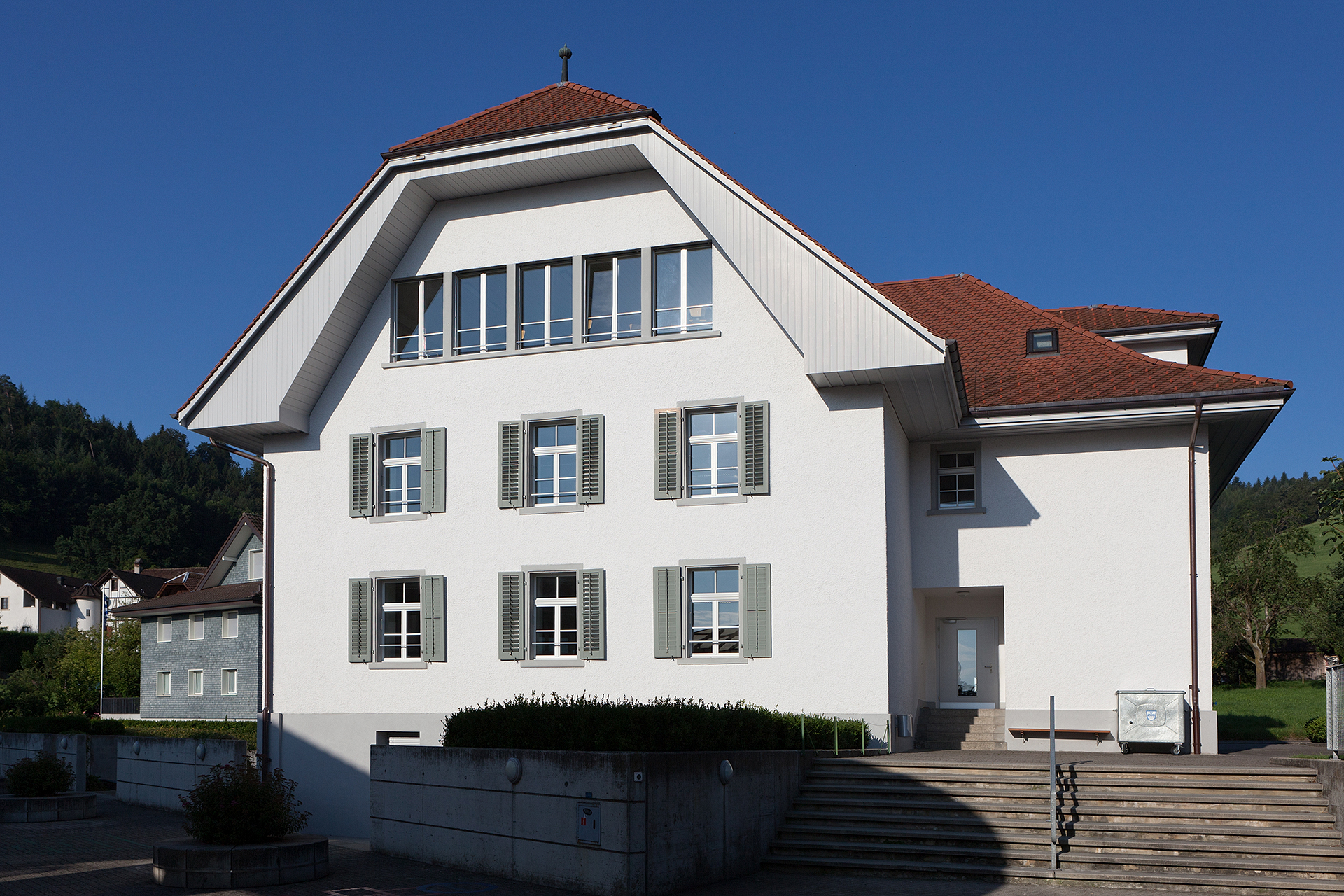
Altes Schulhaus
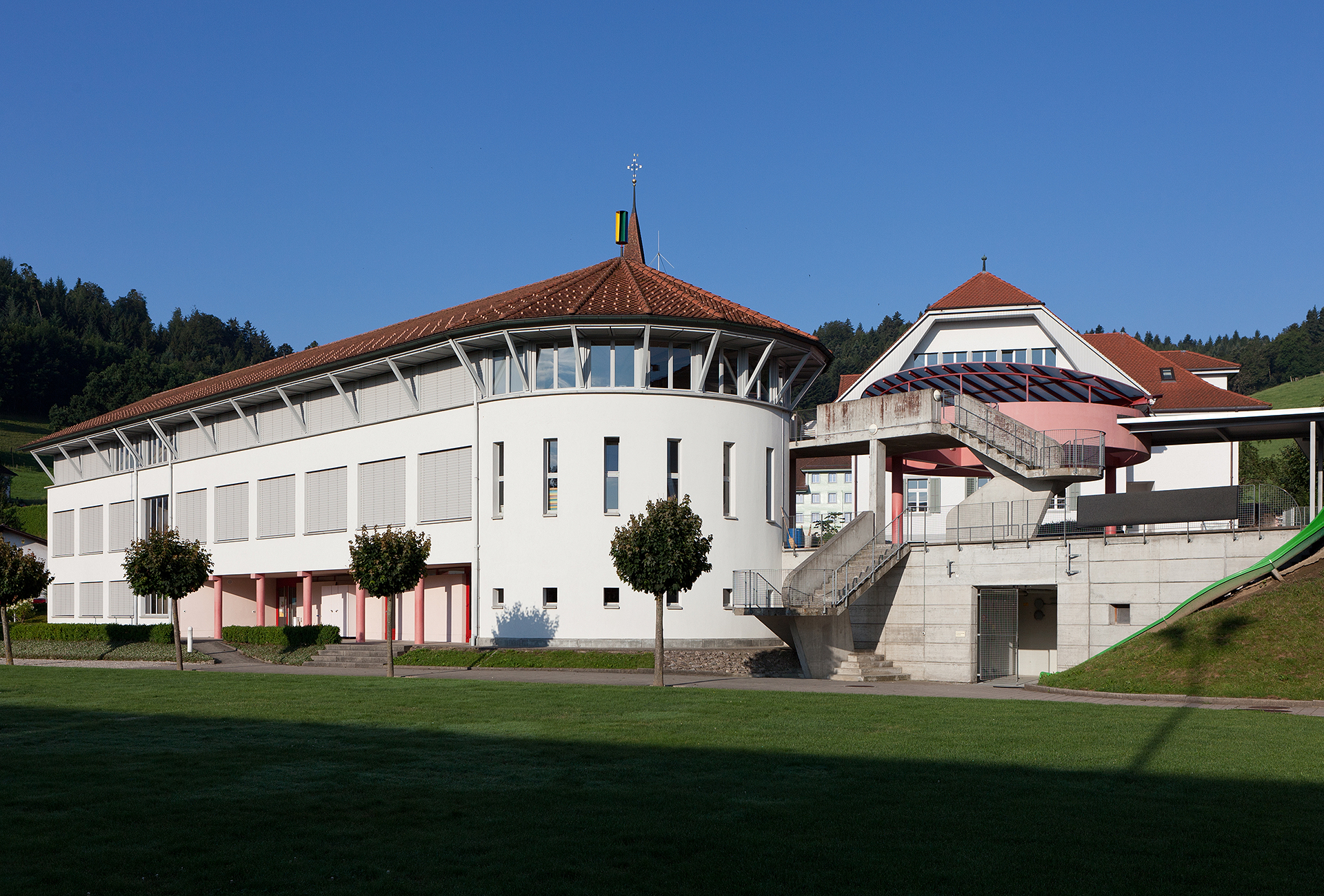
Primarschulhaus
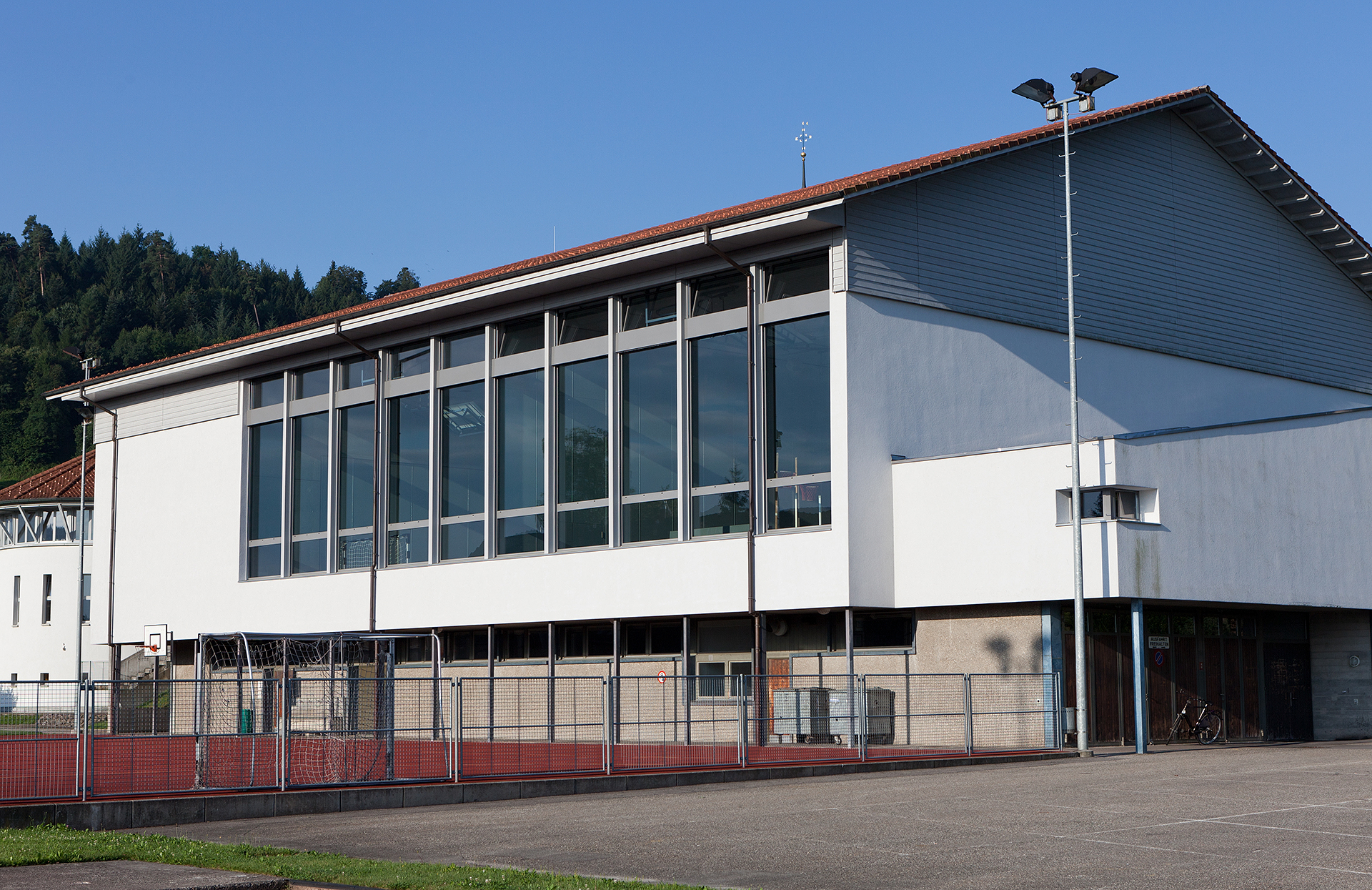
Turnhalle

## Bildung
In Altishofen gibt es einen Kindergarten und eine Primarschule. Für die Sekundarstufe I müssen die Schüler nach Nebikon, ins Gymnasium oder in die Berufsschulen nach Willisau oder Sursee fahren.

## Persönlichkeiten

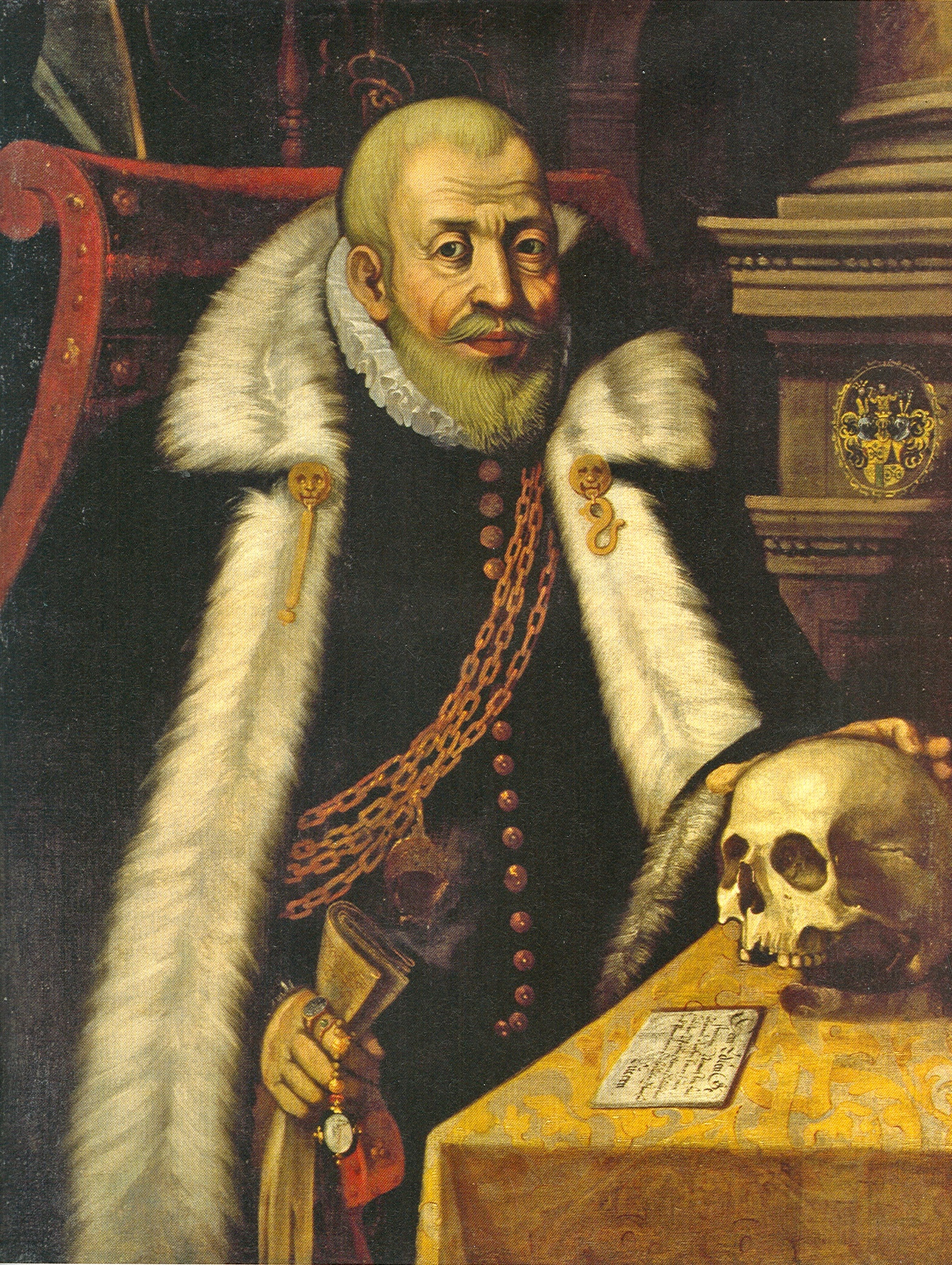
Ludwig Pfyffer von Altishofen
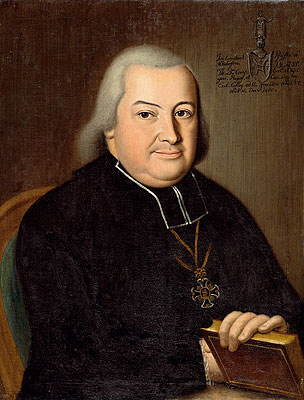
Bildnis des Joseph Constant Pfyffer ob Altishofen, 1800

- Thomas Bossart (1858–1923), Benediktiner-Abt im Kloster Einsiedeln
- Max Lütolf (1934–2015), Musikwissenschaftler
- Edith Wolf-Hunkeler (* 1972), Sportlerin, geboren und aufgewachsen in Altishofen
- Manuela Schär (* 1984), Sportlerin